# Bahnstrecke Benzelrath–Nörvenich
| Streckennummer (DB): | 2607 (Benzelrath–Mödrath) 2605 (Mödrath–Nörvenich) |                                     |                                     |
| Kursbuchstrecke (DB): | zuletzt (1972) 247a                                |                                     |                                     |
| Kursbuchstrecke: | 246b (Mödrath – Nörvenich 1946)                    |                                     |                                     |
| Streckenlänge: | 19,8 km                                            |                                     |                                     |
| Spurweite: | 1435 mm (Normalspur)                               |                                     |                                     |
| |                                                    |                                     |                                     |
| Spurweite bis 1914: | 1000 mm (Meterspur)                                |                                     |                                     |
| \| \| \| von Frechen \| \| \| \| 0,3 \| Benzelrath \| Benzelrath \| \| \| \| zur Nord-Süd-Bahn \| \| \| \| 1,9 \| Elektroschmelzwerk \| Elektroschmelzwerk \| \| \| 3,0 \| Grefrath-Bottenbroich (Hp und Anst) \| Grefrath-Bottenbroich (Hp und Anst) \| \| \| 6,0 \| Mödrath Ost \| Mödrath Ost \| \| \| \| von Horrem \| \| \| \| 6,45 \| Mödrath \| Mödrath \| \| \| \| nach Liblar \| \| \| \| 9,6 \| Kerpen (Erft) \| Kerpen (Erft) \| \| \| 11,1 \| Langenich \| Langenich \| \| \| 12,7 \| Bergerhausen \| Bergerhausen \| \| \| 14,4 \| Blatzheim \| Blatzheim \| \| \| 17,4 \| Niederbolheim \| Niederbolheim \| \| \| 18,4 \| Oberbolheim \| Oberbolheim \| \| \| \| von Düren \| \| \| \| 19,8 \| Nörvenich \| Nörvenich \| \| \| \| nach Zülpich \| \| \| \| \| \| \| \| Quellen: [1] \| \| \| \| |                                                    |                                     |                                     |
| Strecke |                                                    | von Frechen                         | von Frechen                         |
| ehemaliger Bahnhof | 0,3                                                | Benzelrath                          | Benzelrath                          |
| Abzweig ehemals geradeaus und nach links |                                                    | zur Nord-Süd-Bahn                   | zur Nord-Süd-Bahn                   |
| Haltepunkt / Haltestelle (Strecke außer Betrieb) | 1,9                                                | Elektroschmelzwerk                  | Elektroschmelzwerk                  |
| Haltepunkt / Haltestelle (Strecke außer Betrieb) | 3,0                                                | Grefrath-Bottenbroich (Hp und Anst) | Grefrath-Bottenbroich (Hp und Anst) |
| Haltepunkt / Haltestelle (Strecke außer Betrieb) | 6,0                                                | Mödrath Ost                         | Mödrath Ost                         |
| Abzweig geradeaus und von rechts (Strecke außer Betrieb) |                                                    | von Horrem                          | von Horrem                          |
| Bahnhof (Strecke außer Betrieb) | 6,45                                               | Mödrath                             | Mödrath                             |
| Abzweig geradeaus und nach links (Strecke außer Betrieb) |                                                    | nach Liblar                         | nach Liblar                         |
| Bahnhof (Strecke außer Betrieb) | 9,6                                                | Kerpen (Erft)                       | Kerpen (Erft)                       |
| Haltepunkt / Haltestelle (Strecke außer Betrieb) | 11,1                                               | Langenich                           | Langenich                           |
| Haltepunkt / Haltestelle (Strecke außer Betrieb) | 12,7                                               | Bergerhausen                        | Bergerhausen                        |
| Bahnhof (Strecke außer Betrieb) | 14,4                                               | Blatzheim                           | Blatzheim                           |
| Haltepunkt / Haltestelle (Strecke außer Betrieb) | 17,4                                               | Niederbolheim                       | Niederbolheim                       |
| Bahnhof (Strecke außer Betrieb) | 18,4                                               | Oberbolheim                         | Oberbolheim                         |
| Abzweig geradeaus und von rechts (Strecke außer Betrieb) |                                                    | von Düren                           | von Düren                           |
| Bahnhof (Strecke außer Betrieb) | 19,8                                               | Nörvenich                           | Nörvenich                           |
| Strecke (außer Betrieb) |                                                    | nach Zülpich                        | nach Zülpich                        |
| |                                                    |                                     |                                     |
| Quellen: |                                                    |                                     |                                     |

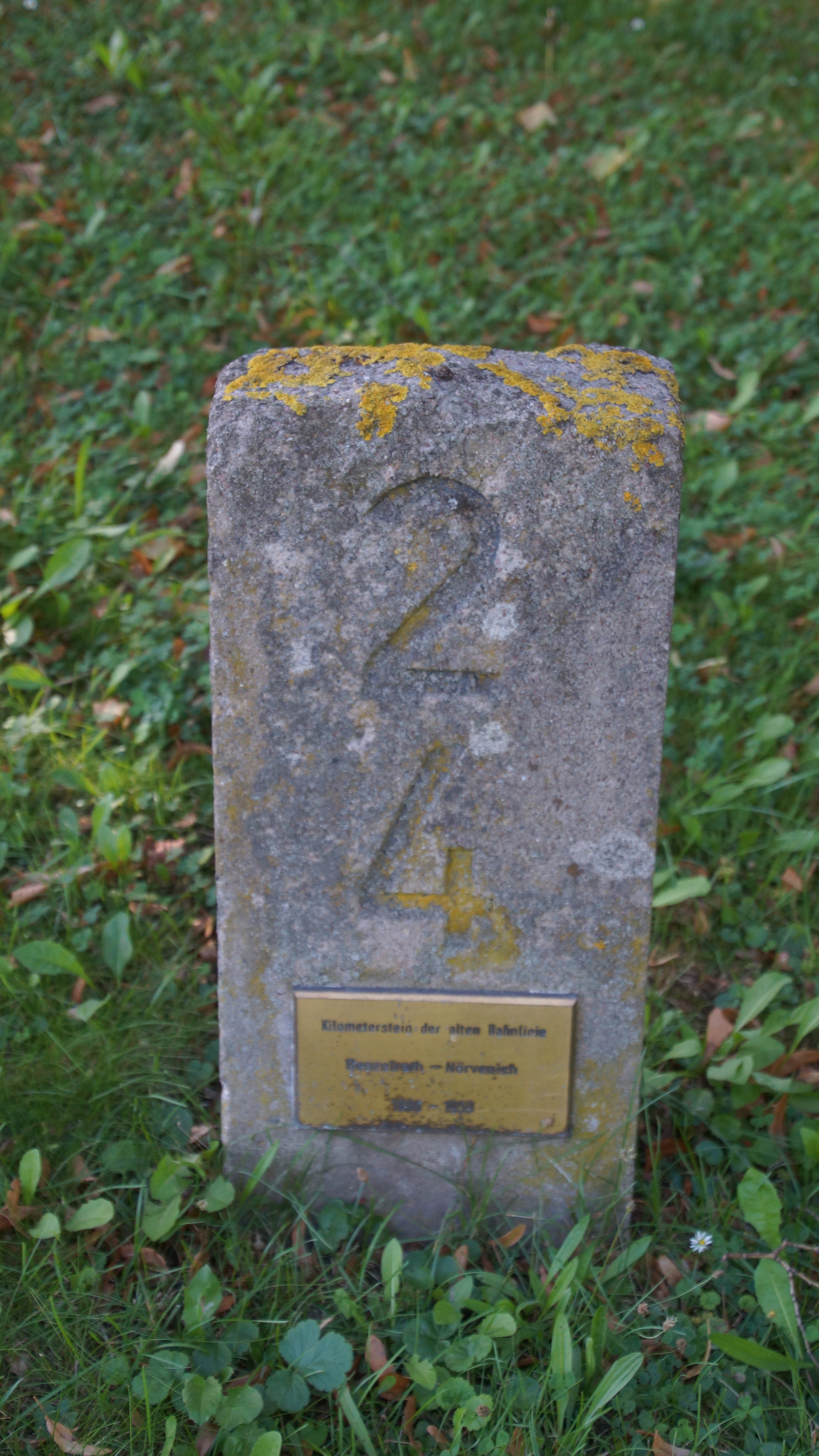
Kilometerstein in Grefrath

Die Bahnstrecke Benzelrath–Nörvenich war eine zunächst meterspurige, ab 1912 normalspurige Eisenbahnstrecke, die größtenteils von der Bergheimer Kreisbahn erbaut wurde. Sie führte weiträumig parallel zur Bahnstrecke Köln-Aachen von Benzelrath über Mödrath nach Nörvenich.

## Geschichte
Die Köln-Frechen-Benzelrather Eisenbahn (KFBE) hatte 1894 den Betrieb ihrer Bahnstrecke Köln–Frechen aufgenommen, um Braunkohlenbriketts, Quarzsand und Tonröhren zum Bahnhof Melaten in Köln-Ehrenfeld zu transportieren.
Die Bergheimer Kreisbahn (BKB) verlängerte die Strecke ab Benzelrath zunächst über Mödrath nach Kerpen. Betriebsaufnahme war am 23. Juni 1896, durchgehenden Verkehr gab es aber trotz gleicher Spurweite nicht. Noch im selben Jahr wurde am 25. Oktober ein weiteres Teilstück bis Blatzheim eröffnet. Anfangs verkehrten drei Personenzugpaar täglich.
Der Weiterbau bis Oberbolheim durch die BKB ließ fast zehn Jahre auf sich warten; dieser Abschnitt wurde am 1. November 1905 in Betrieb genommen.
Durch den starken Güterverkehr und den Übergang der Frachten auf andere Strecken war die Umstellung auf Normalspur wünschenswert, welche vom Kreistag 1903 beschlossen wurde. 1912 wurde die dritte Schiene eingebaut; der Güterverkehr wurde normalspurig, der Personenverkehr (bis längstens 1914) weiter auf Meterspur durchgeführt.
Zum 1. Januar 1913 wurde die BKB verstaatlicht und der Verkehr durch die Preußische Staatsbahn betrieben. Die meterspurigen Fahrzeuge kamen großenteils zu anderen Unternehmen der Westdeutschen Eisenbahn-Gesellschaft.
Der letzte Streckenabschnitt bis Nörvenich wurde 1924 durch die Dürener Kreisbahn (DKB) errichtet und am 14. Juli 1924 eröffnet. Die Betriebsführung übernahm hier die Deutsche Reichsbahn, der dieser Streckenabschnitt 1944 auch kostenfrei übereignet wurde. Damit hatte die DKB die Lücke zu ihrer Stammstrecke von Düren nach Embken geschlossen, deren Betrieb zwischen Dezember 1922 und Januar 1924 eingestellt war.
1949 wurde mit dem Tagebau Frechen der erste Großtagebau im rheinischen Braunkohlerevier aufgetan. Dies erforderte 1951 die Verlegung des Abschnittes zwischen Benzelrath und Grefrath-Bottenbroich; zum 16. Dezember 1956 wurde dann auch die Teilstrecke zwischen Mödrath und Kerpen verlegt.

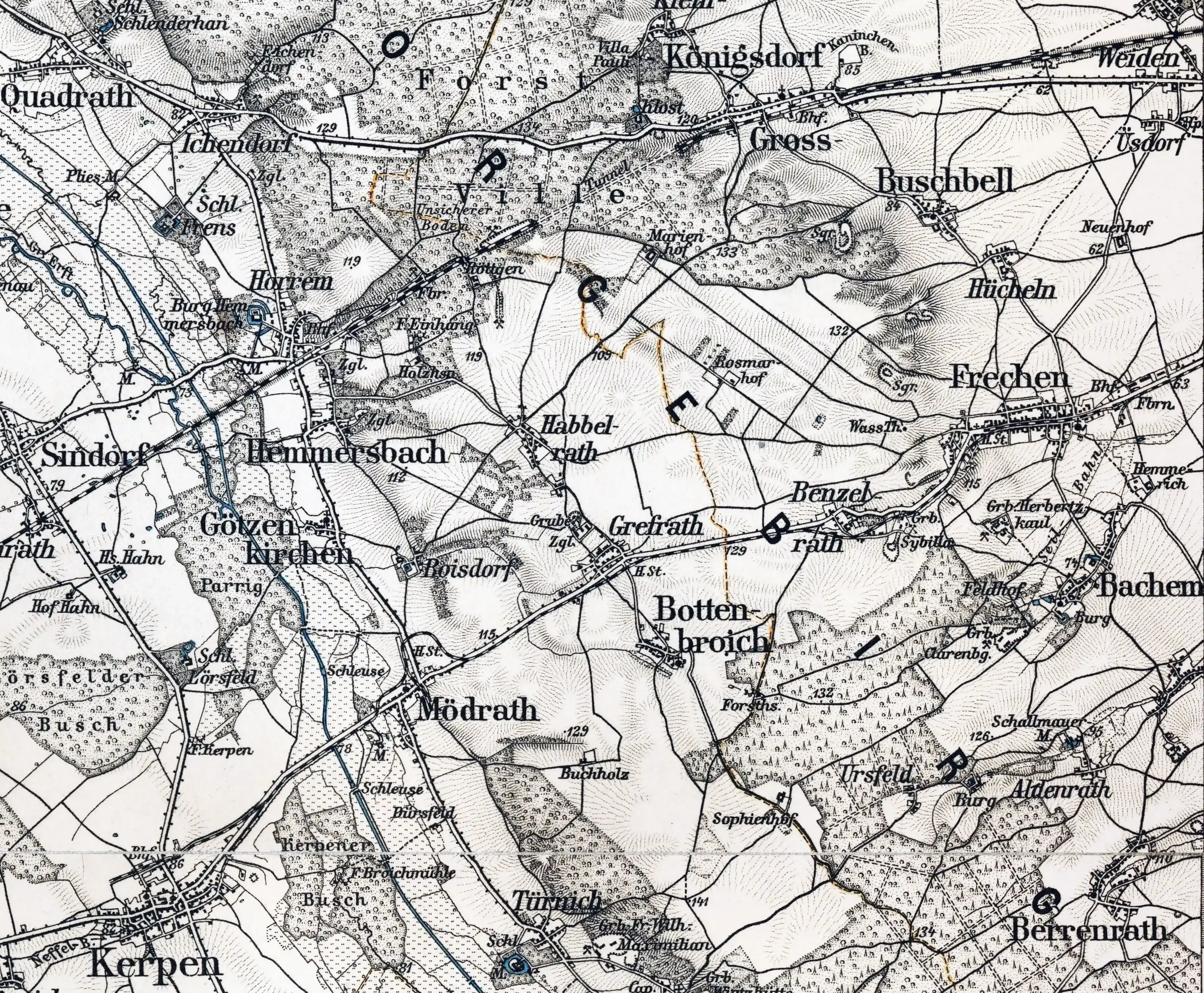
1898 Hatte die Strecke Kerpen erreicht. Bei Mödrath wird die Trassenführung die Verknüpfung mit den Strecken nach Liblar und Bergheim ermöglicht.

Mit der Ausweitung des Tagebaus war auch der Fortbestand der Strecke gefährdet. Am 29. Mai 1960 der Personenverkehr zwischen Benzelrath und Mödrath sowie Kerpen und Nörvenich eingestellt. Der Güterverkehr und damit der Streckenteil zwischen Benzelrath und Mödrath wurde am 28. Mai 1961 aufgegeben. Durch den Tagebau ist die Trasse heute komplett aus dem Landschaftsbild verschwunden.
Auf der Teilstrecke zwischen Kerpen und Nörvenich wurde Güterverkehr noch bis zum 1. September 1966 betrieben; knapp zwei Jahre später wurde auch die Strecke von Düren nach Nörvenich stillgelegt.
Auf der verbliebenen Strecke zwischen Mödrath und Kerpen wurde der Personenverkehr am 28. Mai 1972 eingestellt; der Güterverkehr folgte am 1. Oktober 1978.